# Montchanin
Montchanin é uma comuna francesa na região administrativa de Borgonha-Franco-Condado, no departamento Saône-et-Loire. Estende-se por uma área de 7,82 km². Em 2010 a comuna tinha 5 051 habitantes (densidade: 645,9 hab./km²).